# Metropollination
|  | Denne artikel er oprettet af botten PalnaBot ud fra en ekstern database. Den kan derfor have sproglige fejl eller mangler. Denne skabelon kan fjernes efter kontrol af indholdet. |

Metropollination er en film instrueret af Esben Tønnesen og Anders Hybel Bräuner.

## Handling
I et sterilt forretningsmiljø sidder en ung kvinde alene og keder sig foran en computer. Da hun beslutter at forlade kontoret irriteres og skræmmes hun af folks indelukkethed, men i hvert fald én anden person længes - som hun - efter kontakt med andre.